# Sebongile Sello
Sebongile Sello (sinh ngày 1 tháng 9 năm 1975) là một vận động viên chạy nước rút Lesotho. Cô đã tham gia cuộc thi tiếp sức 4 × 100 mét nữ tại Thế vận hội Mùa hè 1996.